# ザク・ウィットブレッド
ザク・ベンジャミン・ウィットブレッド（Zak Benjamin Whitbread, 1984年3月4日 - ）は、アメリカ合衆国ヒューストン出身の元サッカー選手。ポジションはディフェンダー。

## 経歴
「サミ・ヒーピアの後継者」との評価を受けたこともある。ボディバランスに優れ、体格で優る相手と競り合っても簡単には負けない。リヴァプールFCにおいても評価は高かったが、2005年から1年間、経験を積むためにミルウォールFCへレンタルされた。2006年にミルウォールに完全移籍した。
2014-15シーズン限りでチャンピオンシップのダービー・カウンティFCを退団。2015年10月16日に3か月間の短期契約でフットボールリーグ1のシュルーズベリー・タウンFCへ加入し、翌年1月21日にはアンソニー・ジェラードの退団に伴い契約をシーズン終了まで延長した。

## 人物
彼の父であるバリー・ウィットブレッドは1990年代末にシンガポール代表の監督を務めていた。彼自身はマンチェスター・ユナイテッドFCの大ファンである。

## 所属クラブ
- リヴァプールFC 2003-2006

→  ミルウォールFC 2005-2006 (loan)
- ミルウォールFC 2006-2010
- ノリッジ・シティFC 2010-2012
- レスター・シティFC 2012-2014

→  ダービー・カウンティFC 2013-2014 (loan)
- ダービー・カウンティFC 2014-2015
- シュルーズベリー・タウンFC 2015-2016